# Eóganachta
Os Eóganachta (em irlandês moderno: Eoghanachta, IPA: [ˈoːən̪ˠəxt̪ˠə]) foram uma dinastia irlandesa radicada em Cashel que dominou o sul da Ilha dos séculos VI ou VII ao X.

## História

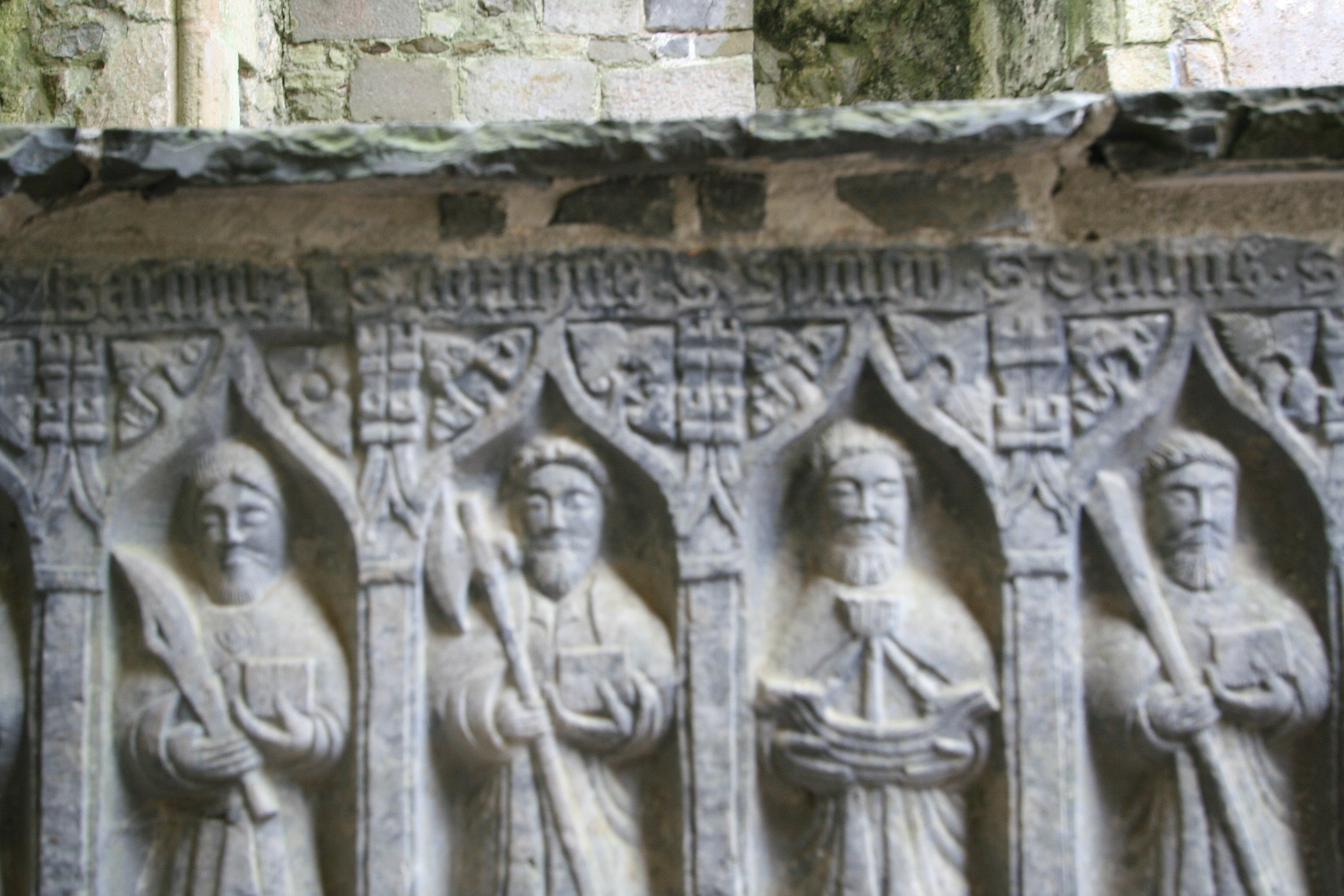
Alto-relevo em Cashel.

As origens dos Eóganachta está nos Deirgtine, clã proto-histórico registrado em inscrições em ogham. A origem e exato domínio dos Deirgtine são obscuros, mas estipula-se que têm origem gaulesa e que eram súditos dos Dáirine, dinastia iverna. As próprias lendas dos Eóganachta os descrevem como descendentes de Héber, um filho do rei mítico Milésio da Espanha. Eógan Mór, nobre Deirgtine lendário, é creditado com a fundação da dinastia, através da concepção miraculosa de Fiachu Muillethan com a intervenção de um druida.
Na Irlanda, os Eóganachta alcançaram seu status principalmente através de sofisticação política e econômica, ao invés de conquista militar. Em uma Irlanda dominada por vários poderes hostis que não podia desafiar militarmente por conta própria, mas também existiam várias tribos que foram gradualmente convencidas pelos Deirgtine de submeterem-se a eles enquanto suseranos. O efeito foi marginalizar os Dáirine e os Osraige conforme os Eóganachta adquiriam vassalos poderosos, a exemplo dos Múscraige.
Sugere-se que alguns Reis dos Pictos, a partir de Óengus I, seriam derivados de um ramo dos Eóganachta, especificamente os Eóganacht Locha Léin, expansivos em seu Reino de Iarmuman e frustrados de sua isolação em relação ao círculo interno do clã. Interessantemente, diz-se que descendiam de uma mulher picta, o que era frequentemente dado como razão para sua isolação.
Assim, conforme Munster era dominada pelos Eóganachta, Cashel foi estabelecida como capital do reino pela dinastia, que reinou ininterrupta até o século X, ainda que dividida em grandes septos ou ramos, algumas de um círculo interno no núcleo da política (Eóganacht Chaisil, Eóganacht Glendamnach e Eóganacht Áine) e outras em um círculo externo marginalizado (Eóganacht Locha Léin e Eóganacht Raithlind). Após o massacre do exército de Cormac mac Cuilennáin por Leinster em 908, contudo, o poder do clã foi extremamente diminuído, seguindo-se uma vacância do trono e a ascensão de Flaithbertach mac Inmainén, um Múscraige, ao trono.
Alguns reis ainda seriam produzidos entre uma sucessão de dinastias, o último membro da dinastia a reinar sobre toda Munster sendo Cormac mac Cárthaigh, que se retirou a um mosteiro em 1127 após a conquista de suas posses por Tairrdelbach Ua Conchobair, Grande Rei da Irlanda.

## Legado

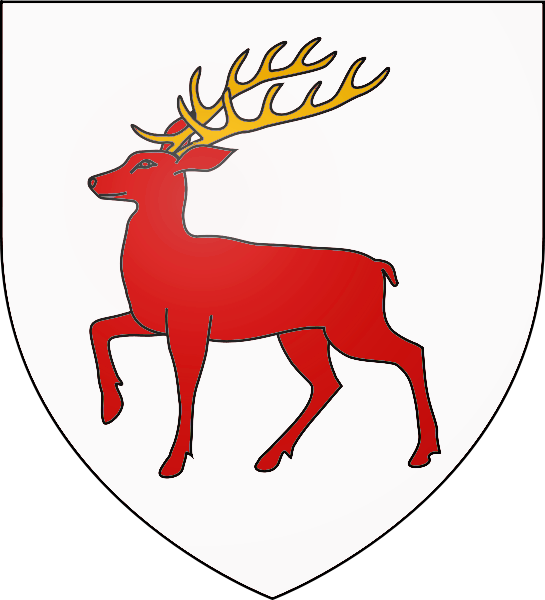
Brasão dos MacCarthy.

Os MacCarthy (em irlandês:  Mac Cárthaigh), descendentes dos Eóganacht Chaisil, permaneceram exercendo poderio sobre o Reino de Desmond (em irlandês:  Deas-Mhumhain, "sul de Munster") até o último reivindicador ao trono, Florence MacCarthy, ser subjugado pela Reconquista Tudor da Irlanda e preso na Torre de Londres até sua morte. Outras linhagens dos MacCarthy tiveram principados menores em Carbery, Muskerry e Duhallow, todos no atual Condado de Cork.
O diplomata e escritor Walter Curley compilou o nome de cerca de vinte lordes Eóganacht contemporâneos.